# Anna Igumnova
Anna Igumnova (Russia, 1889 – anni 1980) è stata una chimica russa naturalizzata slovacca, riconosciuta come giusta tra le nazioni da Yad Vashem per aver nascosto una donna ebrea e la figlia durante l'Olocausto.

## Biografia
Anna Igumnova nacque nel 1889 in una famiglia aristocratica russa. Nel 1917, lei e il marito, che erano partiti per una vacanza in Europa, non poterono fare più ritorno in patria a causa dello scoppio della rivoluzione d'ottobre e della successiva instaurazione dell'Unione Sovietica nel 1922. Dopo aver conseguito un dottorato di ricerca in chimica a Berlino, Anna si trasferì con la sua famiglia in Slovacchia. Gli Igumnov avevano due figli: una femmina, che era rimasta in Russia con la tata e poté ricongiungersi con la madre solo dopo diversi anni, e un maschio, nato in Slovacchia. Il marito di Anna si suicidò alla fine degli anni 1920.
Dalla metà degli anni '30 Anna visse a Piešťany, una nota località termale, lavorando nell'istituto di ricerca lì presente. Nel 1942, iniziò a lavorare nell'istituto una certa Alice Winter nata Tandlich, di Bratislava, alla quale fu permesso di lavorare sebbene fosse ebrea, poiché faceva parte di un team di ricerca sul trattamento delle malattie reumatiche. Alice viveva con la figlia Erika, 11 anni, mentre un'altra figlia, Kathryn, era andata a stare dalla sorella di Alice in un'altra parte del paese; il marito, invece, aveva lasciato Bratislava alla volta dell'Inghilterra alla fine dell'agosto 1939. Il resto della famiglia avrebbe dovuto raggiungerlo in seguito, ma di lì a poco scoppiò la guerra e i confini della Slovacchia vennero chiusi.
La Germania nazista occupò il paese in seguito all'insurrezione nazionale slovacca. Con le truppe sovietiche che avanzavano, le deportazioni degli ebrei slovacchi s'intensificarono a partire dal 30 settembre 1944. Fu allora che Anna si impegnò attivamente per aiutare Alice e sua figlia. Trovò loro una sistemazione all'interno di un hotel abbandonato e le visitò ogni sera, procurando loro un pasto caldo, dei libri e raccontando le ultime notizie. Madre e figlia rimasero in quel nascondiglio per tre mesi, poi Anna le trasferì sulle montagne, dove Alice si unì ai partigiani e una famiglia di contadini si occupò di Erika dietro pagamento.
Nell'aprile del 1945, l'Armata Rossa liberò Piešt′any. Alice si riunì con entrambe le sue figlie e, nel 1946, emigrarono negli Stati Uniti, dove il marito di Alice le stava già aspettando. I Winter rimasero in contatto con Anna Igumnova fino alla morte di quest'ultima, avvenuta alla fine degli anni 1980. Il 19 ottobre 2010 Yad Vashem la riconobbe come giusta tra le nazioni.